# Andy On
Andy On Chi-kit (chino tradicional: 安志傑; chino simplificado: 安志杰) (nacido el 11 de mayo de 1976 en Providence, Rhode Island, Estados Unidos) es un actor y artista marcial chino-estadounidense.

## Filmografía
| Año  | Título                                     | Papel              | Notas                                          |
| ---- | ------------------------------------------ | ------------------ | ---------------------------------------------- |
| 2002 | Black Mask 2: City of Masks                | Black Mask         |                                                |
| 2003 | Looking for Mister Perfect                 | Alex               | Looking for Mr. Perfect                        |
| 2003 | Star Runner                                | Tank Wong          |                                                |
| 2004 | Itchy Heart                                | Wil                |                                                |
| 2004 | New Police Story                           | Law Tin-tin        |                                                |
| 2004 | The White Dragon                           |                    |                                                |
| 2005 | Dragon Squad                               |                    | Título en DVD en EE. UU.: Dragon Heat          |
| 2006 | Lethal Angels                              | Jet                | Devil Angel Naked Avengers                     |
| 2006 | Election 2                                 | Lik                | Election 2: Harmony Is a Virtue Triad Election |
| 2006 | Dating a Vampire                           | Kit                |                                                |
| 2006 | Fatal Contact                              | Silver Dragon      |                                                |
| 2006 | Nothing Is Impossible                      | Jason              |                                                |
| 2007 | Invisible Target                           | Tien Yeng-yee      |                                                |
| 2007 | Mad Detective                              | Inspector Ho Ka-on |                                                |
| 2008 | Three Kingdoms: Resurrection of the Dragon | Deng Zhi           |                                                |
| 2008 | Forgive and Forget                         | Andy               |                                                |
| 2008 | La Lingerie                                | Eugene             |                                                |
| 2010 | Black Ransom                               | Gundam             |                                                |
| 2010 | Bad Blood                                  | Calf               |                                                |
| 2010 | True Legend                                | Yuan Lie           |                                                |
| 2010 | Crossing Hennessy                          | Xu                 |                                                |
| 2010 | Shanghai                                   | Yum                |                                                |
| 2011 | The Lost Bladesman                         | Dongling Pass      |                                                |
| 2014 | Outcast                                    | Shing              |                                                |
| 2019 | Abduction                                  | Conner             |                                                |
| 2023 | Long ma jing shen                          | Damy Ge            |                                                |

## Vídeos musicales
- 2002 - Coco Lee 有你就够了
- 2004 - Miriam Yeung 处处吻
- 2004 - Miriam Yeung 柳媚花娇